# Didynamipus sjostedti
Didynamipus sjostedti är en groddjursart som beskrevs av Andersson 1903. Didynamipus sjostedti ingår i släktet Didynamipus och familjen paddor. IUCN kategoriserar arten globalt som starkt hotad. Inga underarter finns listade i Catalogue of Life.